# روبرتو آیزا
روبرتو آیزا (به پرتغالی: Roberto Ayza Berça) هافبک اهل برزیل است که در شهر سائو کتانو دو سول و در تاریخ ۱۹ مهٔ ۱۹۸۱ به دنیا آمده‌است.
روبرتو آیزا در تیم‌های فوتبال Guarani سابقهٔ حضور دارد.